# Clamator jacobinus
El críalo blanco y negro o críalo blanquinegro (Clamator jacobinus, sin.: Oxylophus jacobinus) es una especie de ave cuculiforme de la familia Cuculidae ampliamente distribuida por las zonas tropicales del Viejo Mundo. Se le encuentra desde África hasta el subcontinente indio y Birmania.

## Subespecies
Se conocen tres subespecies de Clamator jacobinus :
- Clamator jacobinus pica - África subsahariana; del noroeste de la India a Nepal y Birmania.
- Clamator jacobinus serratus - Sudáfrica.
- Clamator jacobinus jacobinus  - sur de la India y Sri Lanka.